# Revista Kósmos
A Revista Kósmos (acompanhada do subtítulo: revista artística, scientifica e litteraria) foi um periódico mensal carioca publicado entre os anos de 1904 e 1909 (64 edições). A revista nasceu no Rio de Janeiro, que na época era a capital da recém-nascida república, durante os preparativos para a construção da Avenida Central, atual Avenida Rio Branco.
Kósmos não só retratou o cotidiano do projeto O Rio Civiliza-se, como foi um veículo de propaganda da administração Rodrigues Alves e de Pereira Passos. Segundo o crítico literário Antônio Dimas, a revista era repleta de contradições "Como espelho polido de um período que se queria moderno, Kósmos carregava no bojo suas próprias contradições. Se a época era de trabalho, de labuta, convinha desmascarar certos preconceitos arraigados como o da fatuidade da classe diplomática, por exemplo."
A revista começou sendo dirigida por Mário Behring e o editor proprietário foi Jorge Schmidt, que a partir de abril de 1905 ficou sozinho na direção. A coleção segue ininterruptamente até abril de 1909 e com periodicidade mensal, quando encerra sua publicação. Foram mais de 50 edições fabricadas ao longo dos anos.

## Objetivos do Periódico

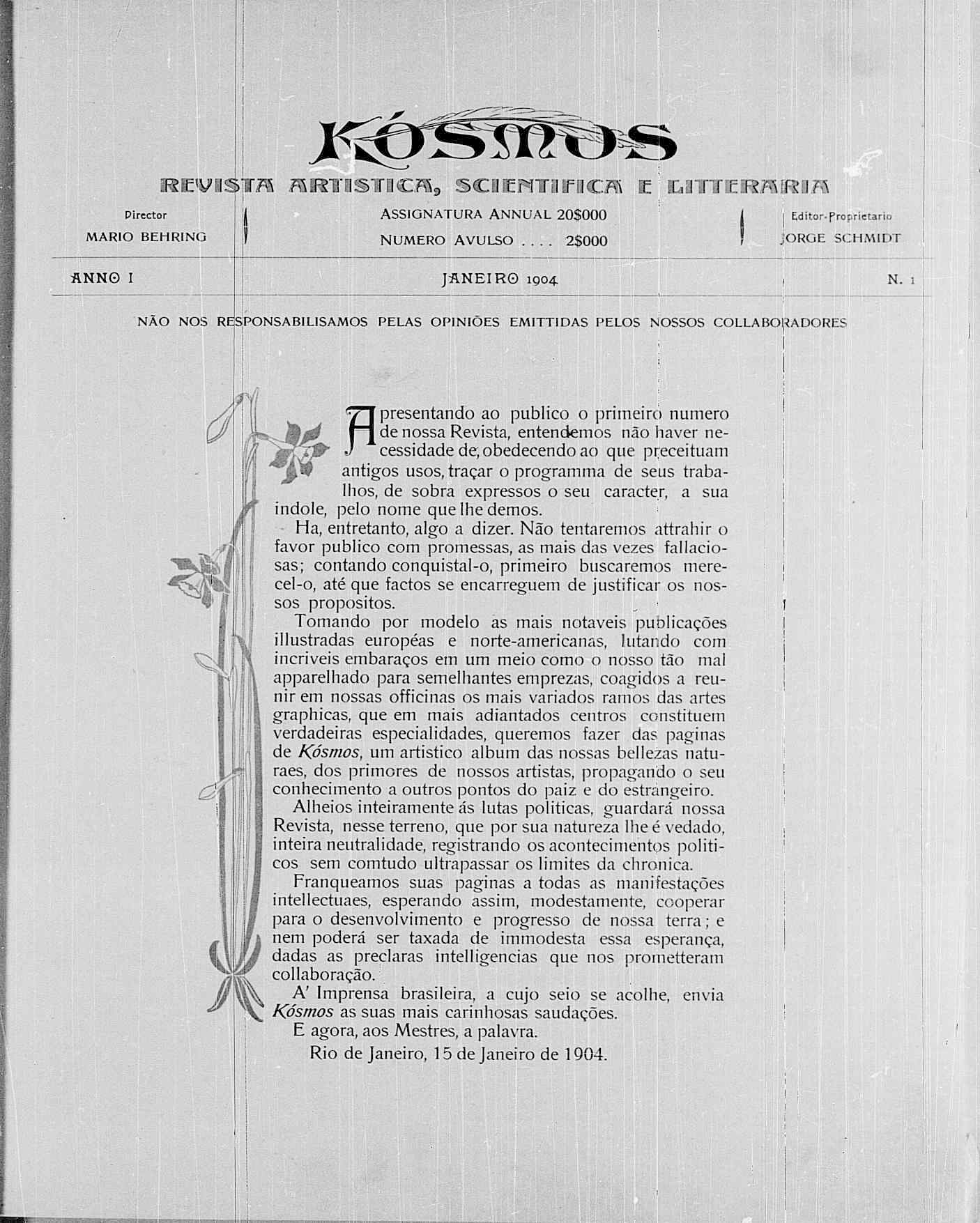
essa página, da primeira edição da Revista Kósmos, lançada em Janeiro de 1904, expressa o objetivo do periódico.

O primeiro editorial da Revista Kósmos, lançado em 15 de janeiro de 1904, tem uma página que sintetiza tudo que os editores desejavam com a publicação do periódico, em um português bastante arcaico, ao longo do artigo pode se ver a imagem dessa página, onde é basicamente expresso que: 
Não tentaremos atrair o público com promessas, muitas vezes falsas, mas sim buscaremos merecer nosso público.
Com inspiração nas mais notáveis publicações ilustradas europeias e norte-americanas, lutando com a disparidade no nível de nossas máquinas em comparação, queremos fazer das páginas de Kósmos um artístico álbum das nossas belezas naturais, dos primores de nossos artistas, propagando o seu conhecimento a outros pontos do país e do mundo.
Completamente alheios às lutas políticas, nossa Revista estará em um terreno totalmente neutro, registrando os acontecimentos políticos sem ultrapassar os limites da crônica.

Liberamos nas suas páginas todas as manifestações intelectuais, esperando assim, modestamente, cooperar para o desenvolvimento e progresso de nossa terra.

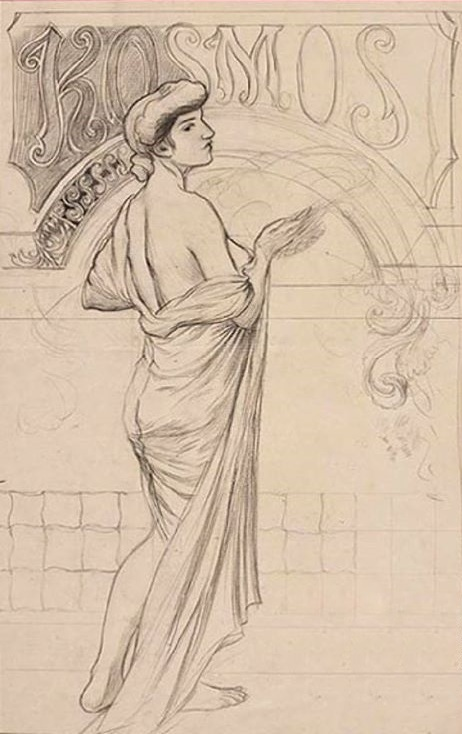
Rodolfo Amoedo - Estudo de capa para a revista Kosmos.

## Contexto histórico-politico
Lançada no início do Século XX, período transitório entre o Império e a recém-nascida República, quando se iniciavam obras de modernização no Rio de Janeiro com a abertura da avenida Central, atual avenida Rio Branco. E, junto às modernizações que surgiam, o lançamento da Revista Kósmos foi considerado um marcante acontecimento, pela feitura e elegância de suas páginas, que mostram um diferencial em relação às revistas que costumavam circular na época.
Wmerge da leitura integral de Kósmos, em última instância, o exemplo concreto de um tempo dilacerado e ambíguo. Kósmos é casca vistosa de modernidade que queria impor-se à custa de notícias ficcionalizadas como recurso de abrandamento; de concessões regionalistas alambicadas; de cronistas empenhados, mas cautelosos; de poesias moralizantes e edificantes, tudo isso envolto em vinhetas florais. A representação do momento encontrara excelente signo: a flor, que o Art Nouveau nos exportara. Mais uma vez o mito cumpria a função de "evacuar o real". A flor cheira, embeleza e purifica o ambiente."
Olavo Bilac, assinando com o pseudônimo O. B. era o responsável pelas crônicas, divulgadas mensalmente, na revista. Mais de uma vez ele escreve sobre as mudanças provocadas pelas obras. Na terceira crônica, publicada em março de 1904, Bilac finaliza enaltecendo os novos tempos, numa despedida a cidade colonial que fica para trás.
Há poucos dias, as picaretas, entoando um hymno jubiloso, iniciam os trabalhos da construcção da Avenida Central, pondo abaixo as primeiras casas condemnadas. Bem andou o governo, dando um caracter solemne e festivo á inauguração d’esses trabalhos. Nem se comprehendia que não fosse um dia de regosijo o dia em que começámos acaminhar para a rehabilitação.
No aluir das paredes, no ruirdas pedras, no esfarelar do barro, havia um longo gemido. Era o gemido soturno e lamentoso do Passado, do Atrazo, do Opprobio. A cidade colonial, immunda, retrógada, emperrada nas suas velhas tradicções, estava soluçando no soluçar daquelles apodrecidos matteriaes que desabavam. Mas o hymno claro das picaretas abafava esse protesto impotente.

Com que alegria cantavam ellas, - as picaretas regeneradoras! E como as almas dos que ali estavam comprehendiam bem o que ellas diziam, no seu clamor incessante e rythmico, celebrando a victoria da hygiene, do bom gosto e da arte!

## Conteúdo e elementos gráficos

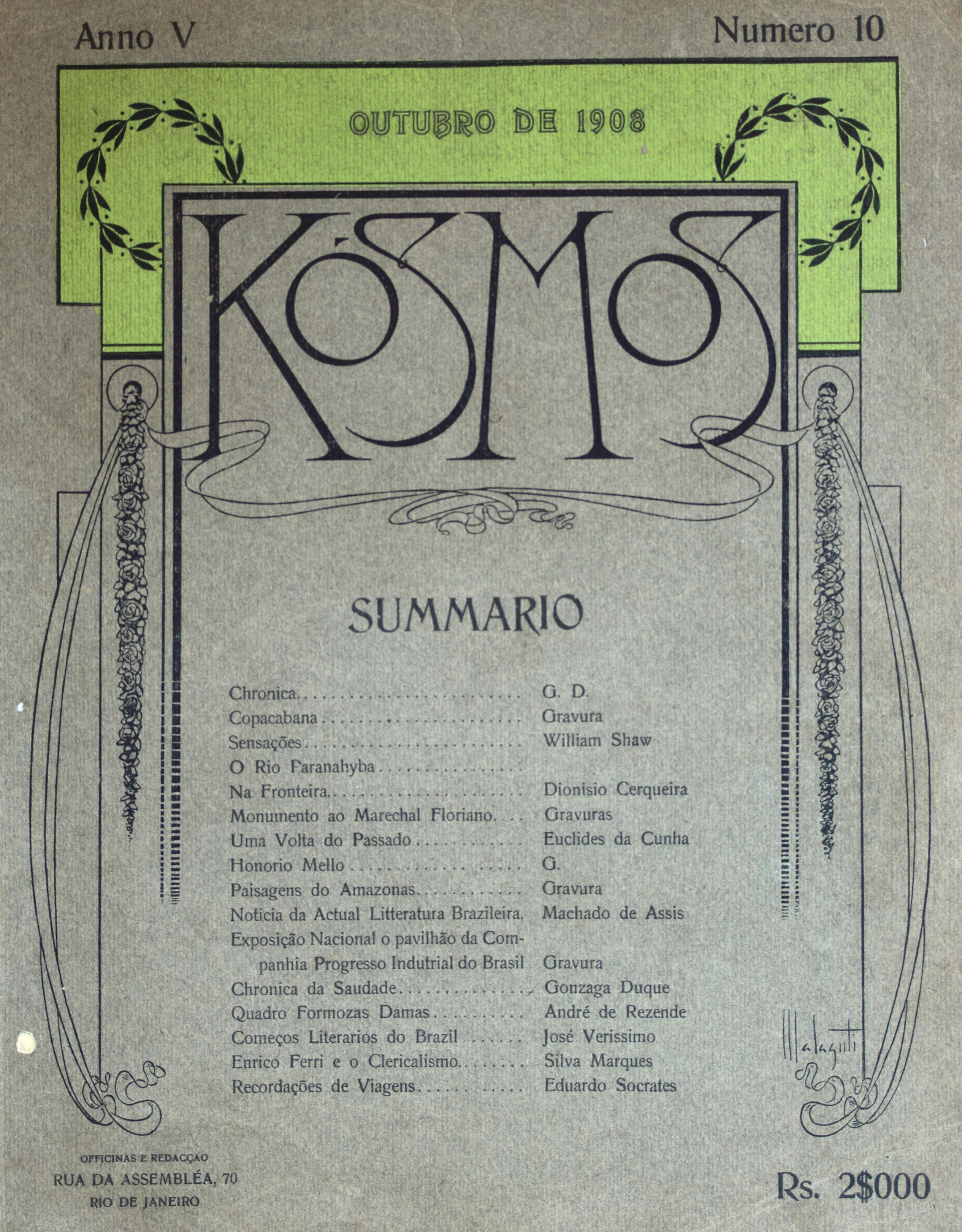
Revista Kósmos Anno V Numero 10 Outubro de 1908

A revista era composta por um sumário, uma página de capa, uma crônica, matérias de vários temas, havia também propagandas e anúncios. Esses anúncios vinham no início e ao final de cada edição. Já os sumários, durante um grande período, faziam parte da capa da revista. A média de páginas por edição variam entre 52 e 72 páginas.
Seus exemplares foram impressos na Officina Typographica de J. Schmidt, situada na Rua da Alfandega, 24. Apresentavam diversas ilustrações totalmente coloridas e de excelente qualidade. Eram vendidas em avulso por um valor que variava em 2$000, porém tinha a opção de uma assinatura anual no valor que variava em 20$000.

### Capas
As capas tinham diversos desenhos inspirados na Arte Nouveau e mudavam o estilo das edições a cada novo ano. Utilizavam-se diversas cores nos desenhos, até tons metálicos. Eram 26 x 33 cm e a impressão era tipográfica. Eram divididas em categorias: alegóricas, de logotipo, temáticas e com cercadura.

### O miolo

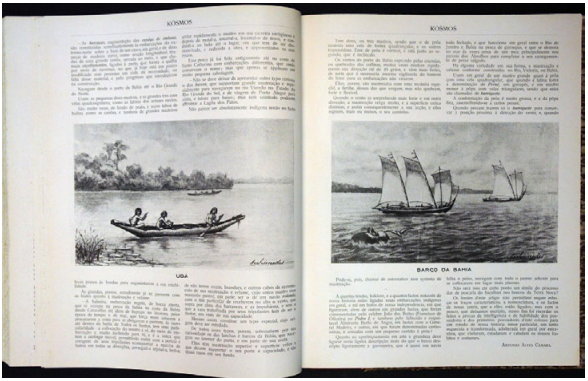
Ilustrações de Archimedes para o artigo de Antônio Alves Câmara intitulado "Construções indígenas do Brasil". Exemplar Revista Kósmos outubro de 1904 (Coleção A.B.L)

Sãos as páginas internas da revista. O miolo também foi impresso com 26 x 33 cm por impressão tipográfica. O papel escolhido foi o couché. A impressão é predominantemente preta com alguns tons de cores em detalhes e ornamentos, as fotos muitas vezes também eram coloridas. A diagramação era feita em duas colunas contendo textos, imagens, partituras musicais e ornamentos.

### O Conteúdo
Por se alto denominar artística, cientifica e literária, a Kósmos era uma grande mistura desses três tópicos. A revista era composta por notícias, contos, cronicas, poemas, partituras de músicas, propagandas, imagens, artigos científicos entre outros.
Além disso, tínhamos diversas reportagens sobre eventos sociais da nata da sociedade, muitas críticas teatrais e literária, tudo sempre muito bem ilustrado.

## O Arte Nouveau no Brasil

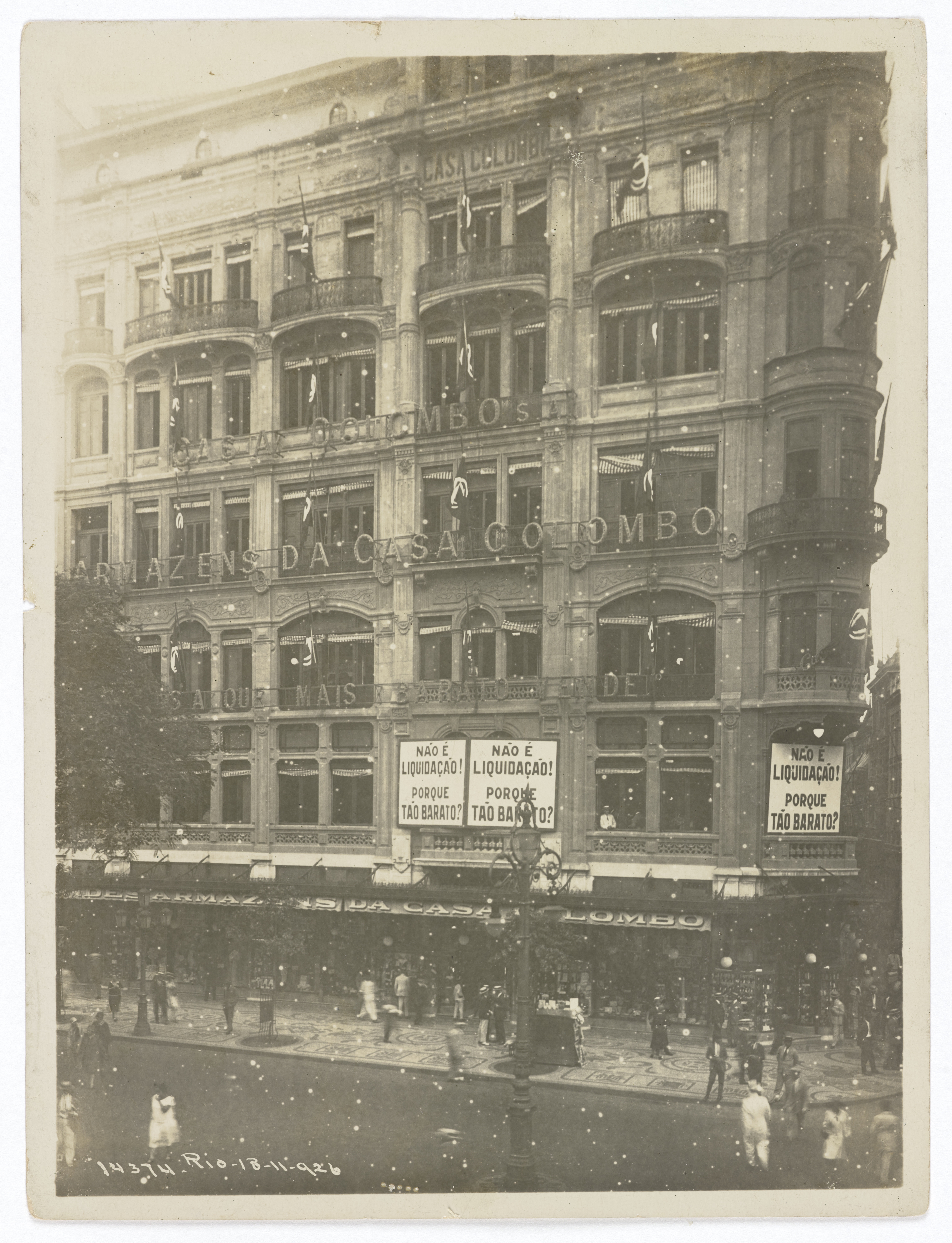
Fachada da Confeitaria Colombo

O Art Nouveau foi um movimento artístico que teve início no final do séc. XIX na Europa. Marcado pela segunda revolução industrial, o movimento propunha inovação, utilização de novos materiais, novos processos tecnológicos e produção industrial. O estilo também se caracterizava por suas formas sinuosas, curvas e assimetria.
O Art Nouveau chegou ao Brasil no começo do séc. XX e teve seu maior destaque na arquitetura. Seu marco inicial foi em 1902, com a construção do Edifício Vila Penteado em São Paulo. Dentre as principais construções do movimento no Brasil estão o Viaduto Santa Efigênia em São Paulo, o Teatro  Amazonas em Manaus e a Confeitaria Colombo no Rio de Janeiro.

## Ligações Externas
- Edições completas da Revisa Kósmos na Hemeroteca da Biblioteca Nacional

- O Rio Civiliza-se - Brasiliana Fotográfica da Biblioteca Nacional

- ART NOUVEAU
- Art Nouveau Magazines
- Art Nouveau no Brasil
- Kósmos, um resgate para a história do design gráfico brasileiro